# Леса Бутана

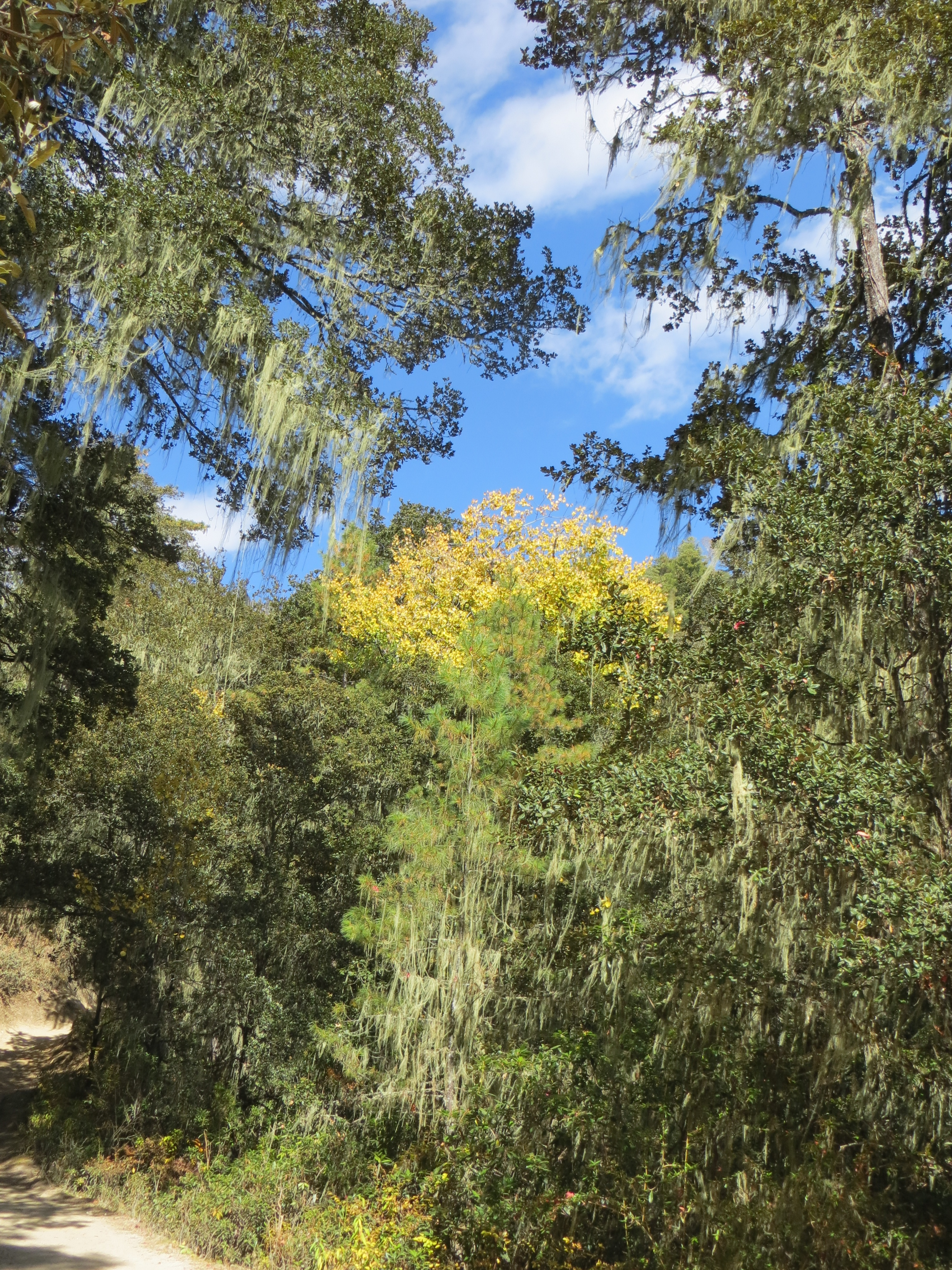
В лесу в дзонгхаге Паро

Леса — преобладающий тип растительности в Бутане (более 60 % территории) — стране в труднодоступной части Восточных Гималаев, между Китаем и Индией. Они произрастают до высоты 3500—4000 м над уровнем моря. Леса Бутана наиболее важные из сохранившихся восточно-гималайских лесов, относятся к числу 10 мест на Земле, обладающих наибольшим биоразнообразием. Бутанские леса находятся в государственной собственности.

## Тропические леса
Тропические, в основном тропические вечнозелёные горные леса распространены до высоты 1100 метров. Они в основном являются полулистопадными, варьируя в зависимости от расположения склона по отношению к странам света и высоты от практически вечнозелёных до полностью листопадных. Заболоченные джунгли представляют собой очень густые заросли из мимоз, бананов, пальм и бамбуков с обилием лиан и эпифитов.
Низинные леса произрастают на высотах до 900 м и представляют собой многоярусные леса, обладающие самым высоким биоразнообразием.

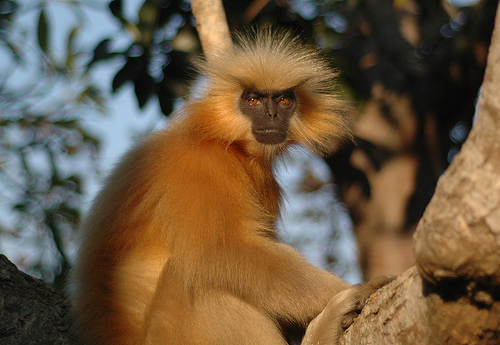
Золотой лангур

Тропическая лесная флора Бутана исключительно богата. Основными лесообразующими породами тропических лесов Бутана являются кастанопсис и шима (Schima wallichii), виды вечнозеленых дубов (Quercus semecarpifolia, Quercus dilatata, Quercus lanata), коричник гималайский (Cinnamomum tamala). Встречаются участки леса из шореи мощной (Shorea robusta), здесь в примеси участвуют филлантус (Phyllanthus emblica), берёза цилиндроколосая (Betula cylindrostachys), ольха непальская (Alnus nepalensis), терминалия (Terminalia chebula) и туна (Toona ciliata). Подокарпус олеандролистный (Podocarpus neriifolius) является представителем древних хвойных. Такие растения, как пальма Licuala peltata, финик лесной (Phoenix sylvestris), манго, высокие магнолии, гигантский бамбук (Melocanna bambusoides), панданус (Pandanus furcatus) предпочитают опушки леса. Дикий банан (Musa balbisiana) и древовидные папоротники образуют заросли в затенённых местах.
Тропическая лесная фауна Бутана весьма разнообразна, в её составе млекопитающие — азиатский слон, индийский носорог, гаур, азиатский буйвол, свиной олень, дымчатый леопард, бинтуронг, барасинга, карликовая свинья, щетинистый заяц, эндемик золотой лангур и медведь губач, а также птицы — птицы-носороги, трогоны, являются представителями индомалайской фауны. В этих лесах встречаются змеи, многочисленные москиты и другие кровососущие насекомые.

## Субтропические леса
На высотах от 900—1100 до 2000—2300 м произрастают субтропические леса. Здесь расположены важнейшие поселения и сельскохозяйственные территории.
Субтропические широколиственные леса являются наиболее распространёнными в этой зоне. Из-за более холодного климата с сезонными различиями помимо тропических видов деревьев встречаются также и субтропические, как вечнозелёные, так и листопадные — дубы, магнолии, клёны, каштаны. Встречаются представители и умеренных видов. Вдоль лесов из дуба, ореха и сала встречается древовидный рододендрон. Много разнообразных орхидей.
Субтропические сосновые леса из сосны Роксбурга (Pinus roxburghii)
произрастают на высотах 900—1800 м в глубоких сухих долинах рек Санкош, Куру-Чу, Кулонг, Дангме и их притоков, занимая территорию более 100 га. Климат муссонный с продолжительным сухим сезоном. Большую часть осадков (1000—1300) приносит летний муссон. Биоценозы сильно страдают от подсочки деревьев, рубки леса, его выжигания под пастбища и плантации.

## Леса умеренного климата
На высотах от 2000 до 3500 м над уровнем моря широко распространены леса умеренного климата, листопадные и хвойные. Основными лесообразующими породами являются различные виды дубов (Quercus serrata, Quercus leucotrichophora, Quercus griffithii), также встречаются рододендрон древовидный (Rhododendron arboreum), берёза цилиндроколосая (Betula cylindrostachys) и берёза полезная (Betula utilis) Наиболее распространёнными хвойными являются сосна гималайская (Pinus griffithii), пихта замечательная (Abies spectabilis), ель Смита (Picea smithiana), кипарис гималайский (Cupressus torulosa). Вдоль всей верхней границы леса на высоте между 3600 м и 4500 м преобладают некоторые рододендроны и берёза ольхолистная (Betula alnoides), пихта замечательная, встречаются заросли можжевельника.
Широколиственные леса
На высотах 2000—2900 распространены широколиственные леса умеренной зоны. Их подразделяют на 2 основные группы.
1. Вечнозелёные дубовые леса обычны в сухих областях, особенно в дзонгхагах Тронгса и Монгар. С уменьшением высоты начинают преобладать клён и кастанопсис. С увеличением высоты их сменяют леса из гималайской сосны и засухоустойчивых дубов.
2. Прохладные широколиственные леса произрастают на влажных холмах и обладают более разнообразной растительностью[8].

Смешанные хвойно-широколиственные леса
Занимают общую площадь 135 тыс. га и образованы дубами и гималайской сосной, на больших высотах с примесью ели или тсуги.
Хвойные леса

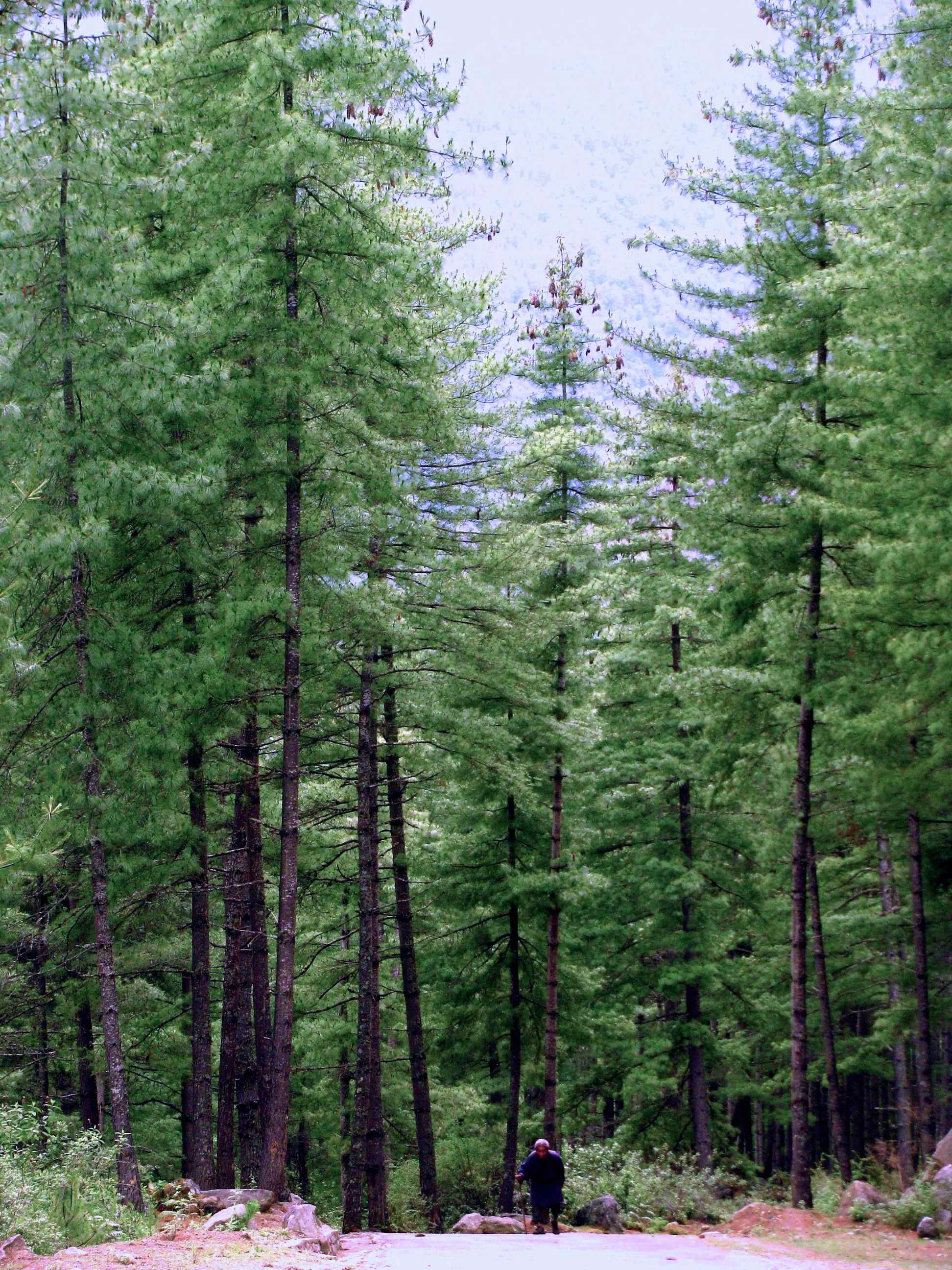
Лес из сосны гималайской, или бутанской Pinus wallichiana

В Бутане встречаются 3 основные группы типов хвойного леса.
1. Сосновые леса из сосны Гималайской распространены на высотах 1800—3000 м с умеренным климатом между долинами Ха и Паро, дзонгхангом Тхимпху на западе и дзонгхангом Бумтанг в центре Бутана. Они занимают площадь более 128 га. Гималайская сосна способна к быстрому распространению и, предположительно эти леса являются вторичными, заменив сухие дубовые леса. В примеси встречаются дуб (Quercus griffithii) и рододендрон.
2. Смешанные хвойные леса занимают большую часть субальпийской зоны (2000—2700 м над уровнем моря), их суммарная площадь составляет почти 490 га. Основными лесообразующими породами являются ель Шиповатая (Picea spinulosa), тсуга и лиственница. Тсуга по сравнению с елью предпочитает более влажные склоны. В кустарниковом подлеске представлены рододендрон, бамбук и др.
3. Еловые леса (более 345 га) произрастают на высотах 2700—3800 м. В примеси встречаются берёзы и тсуги. Имеется слой моха и подлесок из рододендрона, субальпийского бамбука, встречаются примулы и Bryocarpum hamalaicum. Заметная часть необходимой им влаги конденсируется из воздуха[8].

В лесах умеренного климата обитают палеарктические животные — макаки, тигры, леопарды, горалы, сероу, гималайский медведь, лиса, олени и другие.

## Лесные ресурсы
Общий запас древесины в лесах Бутана составляет более 640 млн м3, из них 1,2 млн м3 допустимо вырубать ежегодно. Планируемые заготовки леса составляют около 450 тыс. м3, и ещё более 1 млн м3 крестьяне используют на дрова.
Государство традиционно позволяет крестьянам использовать лес для удовлетворения своих жизненных потребностей в топливе, строительных материалах, для выпаса скота, сбора недревесных лесных продуктов. В сельской местности лес предоставляет 90 % бытового топлива. Пищевые лесные ресурсы приобретают жизненно важное значение в случае неурожая. Крестьяне используют для своих нужд 164 вида растений, в том числе: грибы — 22 вида, дикие фрукты — 6 видов, 8 видов для приготовления напитков, для других пищевых продуктов — 15 видов, 16 видов лекарственных растений, 14 видов для домашнего использования.
Ежегодно в Бутане вырубается около 100 тысяч деревьев. Кроме того, лесные территории используются для добычи полезных ископаемых и других потребностей развития страны, леса погибают в пожарах. Всё это приводит к ежегодной потере 1000 акров леса. Растущие потребности людей в лесных ресурсах требуют принятия мер для сохранения устойчивого существования лесов. Для обеспечения существования лесов с сохранением возможности использования лесных ресурсов необходимо изучать их текущее состояние и тенденции его изменения. Новейшую информацию об использовании земель в Бутане предоставляет Проект планирования использования земель (Land Use Planning Projekt), важнейшей формой использовании земель в Бутане являются лесные земли. Оценка количества и размеров лесов, запасов древесины, а также факторов, влияющих на их изменение, достаточно сложна в связи с нехваткой сопоставимых данных.